# Історія всесвітньої літератури
«Історія всесвітньої літератури» (рос. История всемирной литературы) — радянське багатотомне російськомовне видання, підготовлене Інститутом світової літератури ім. М. Горького, що розглядає розвиток літератур народів світу від давнини до початку XX століття.
За початковим планом, праця мала складатися з 10 томів. Однак на початок виходу видання 10-й том (література від 1945 до 1960-х років) вилучено з плану та замінено на «розгорнутим підсумком» до 9-го тому. Усього від 1983 до 1994 року вийшло вісім томів, хоча на титульному аркуші незмінно стояло «в 9 томах»; 9-й том, присвячений літературі 1917—1945 років, так і не вийшов, хоча був підготовлений (як повідомляється в передмові до 8-го тому, через «корінну переоцінку» багатьох явищ літератури радянського періоду вирішено було його не публікувати.
Ініціатором видання був І. І. Анісімов. Головним редактором став член-кореспондент АН СРСР Г. П. Бердников (тт. 1-7), у 8-му томі головним редактором значиться його заступник акад. Ю. Б. Віпер, а Бердников — просто член редколегії.
До редколегії входили: акад. О. С. Бушмін, акад. Д. С. Лихачов, член-кор. РАН Г. Й. Ломідзе, акад. Д. Ф. Марков, член-кор. РАН А. Д. Михайлов, д. філ. н. С. В. Нікольський, акад. Б. Б. Піотровський, акад. Г. М. Фрідлендер, акад. М. Б. Храпченко, акад. Є. П. Челишев. У 8-му томі до них додалися д. філ. н. Л. Г. Андрєєв, члени-кор. АН СРСР П. О. Ніколаєв та В. Р. Щербина. Крім того, кожен том мав окрему редколегію на чолі з відповідальним редактором.
Попри загалом високий науковий рівень видання, в ньому трапляються прикрі помилки. Так, наприкінці другого тому до списку «середньовічних письменниць і поетес» зараховано Арівару но Наріхіру.

## Список томів
- Т. 1 / Ред. колегія тому: Й. С. Брагінський (відп. ред.), М. І. Балашов, М. Л. Гаспаров, П. О. Грінцер. — 1983. — 584 с. (Література Стародавнього світу)
- Т. 2 / Ред. колегія тому: Х. Г. Корогли, А. Д. Михайлов (відповідальні ред.), П. О. Грінцер, Є. М. Мелетінський, А. М. Робінсон, Л. З. Ейдлін. — 1984. — 672 с.: іл. (Середньовічна література III—XIII ст.)
- Т. 3 / Ред. колегія тому: М. І. Балашов (відп. ред.), Й. С. Брагінський, П. О. Грінцер, Х. Г. Корогли, Д. С. Лихачов, Є. М. Мелетинський, А. Д. Михайлов, В. Б. Нікітіна, Б. Л. Рифтін. — 1985. — 816 с. (Література епохи Відродження: XIV-першої чверті XVII ст.)
- Т. 4 / Ред. колегія тому: Ю. Б. Віппер (відповідальні ред.), П. О. Грінцер, Д. С. Лихачов, Н. Ф. Ржевська, Б. Л. Рифтін, А. М. Робінсон. — 1987. — 687 с.: іл. (Література XVII ст.)
- Т. 5 / Ред. колегія тому: С. В. Тураєв (відп. ред.), Н. А. Вишневська, А. Д. Михайлов, К. В. Пигарьов, Б. Л. Рифтін, О. К. Росіянов, В. І. Семанов. — 1988. — 784 с. (Література XVIII ст.)
- Т. 6 / Ред. колегія тому: І. А. Тертерян (відп. ред.), Д. В. Затонський, А. В. Карельський, В. К. Ламшуков, Ю. В. Манн, Н. С. Над'ярних, С. В. Нікольський, З. Г. Османова, Б. Л. Рифтін, О. Ю. Саприкіна. — 1989. — 880 с. (Література першої половини ХІХ ст.)
- Т. 7 / Ред. колегія тому: І. А. Бернштейн (відп. ред.), У. А. Гуральник, О. Б. Куделін, Н. С. Над'ярних, З. Г. Османова, Н. С. Павлова, З. М. Потапова, Н. Б. Яковлєва. — 1991. — 832 с. (Література другої половини XIX ст.)
- Т. 8 / Ред. колегія тому: І. М. Фрадкін (відповідальний ред.), О. М. Звєрєв, В. О. Келдиш, Н. С. Над'ярних, С. В. Нікольський, З. Г. Османова, К. Рехо, Н. Ф. Ржевська. — М.: Наука, 1994. — 848 с.: Іл. (Література кінця XIX — початку XX ст.)